# 제1수륙기동연대
제1수륙기동연대(第1水陸機動連隊 다이이치 스이리쿠 키도렌타이[*], 영어: 1st Amphibious Rapid Deployment Regiment), 옛 서부방면보통과연대는 나가사키현 사세보시 아이노우라 주둔지에 본부를 두고 있는 육상자위대 수륙기동단의 보통과연대이다.

## 개요
수록기동단이 창설되기 전에는 규슈와 오키나와에 분포되어 있는 낙도에 대한 방어 및 탈환 임무를 위해 육상자위대 안에서 유일하게 해병대 역할을 맡아, 제3해병원정군와 주기적으로 상륙전 연습인 "Exercise Iron First"를 하고 있었다. 대부분의 연대원들은 육상자위대 레인저와 해상자위대 전투잠수부 과정을 수료하였다.

## 역사
2002년 3월 27일, 외부 무장세력으로부터 도서를 방어하거나 뺏길시 탈환하기 위한 목적을 창설되었다.
2014년 6월 26일에 열린 환태평양 합동 연습(RIMPAC 2014)에 해상자위대와 함께 참가하였다. 방산, 군사 전문가들은 중화인민공화국 견제와 자국 민간에 대한 신뢰 구축 차원으로 판단하였다.
2017년에 수륙기동단이 창설되면 휘하 제1연대로 재편성하기로 확정하였다. 예정은 늦어졌으나, 2018년 3월 27일에 수륙기동단이 창설되면서 연대의 이름은 제1수륙기동연대로 재편되었다. 그날은 마침 연대의 창설일이었다.

## 사진첩

서부방면보통과연대 및 제1수륙기동연대의 사진첩
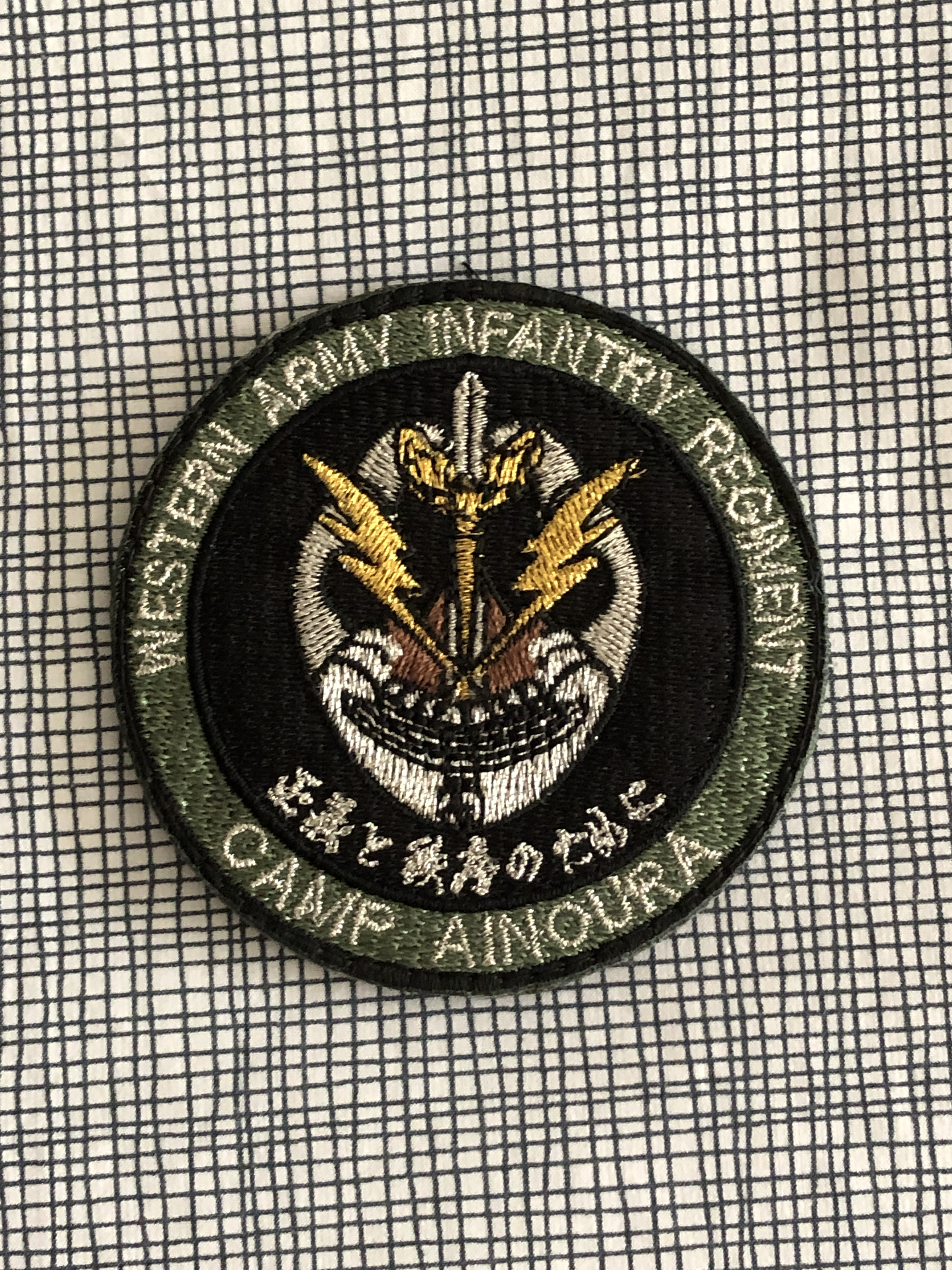
서부방면보통과연대 시절의 인식표
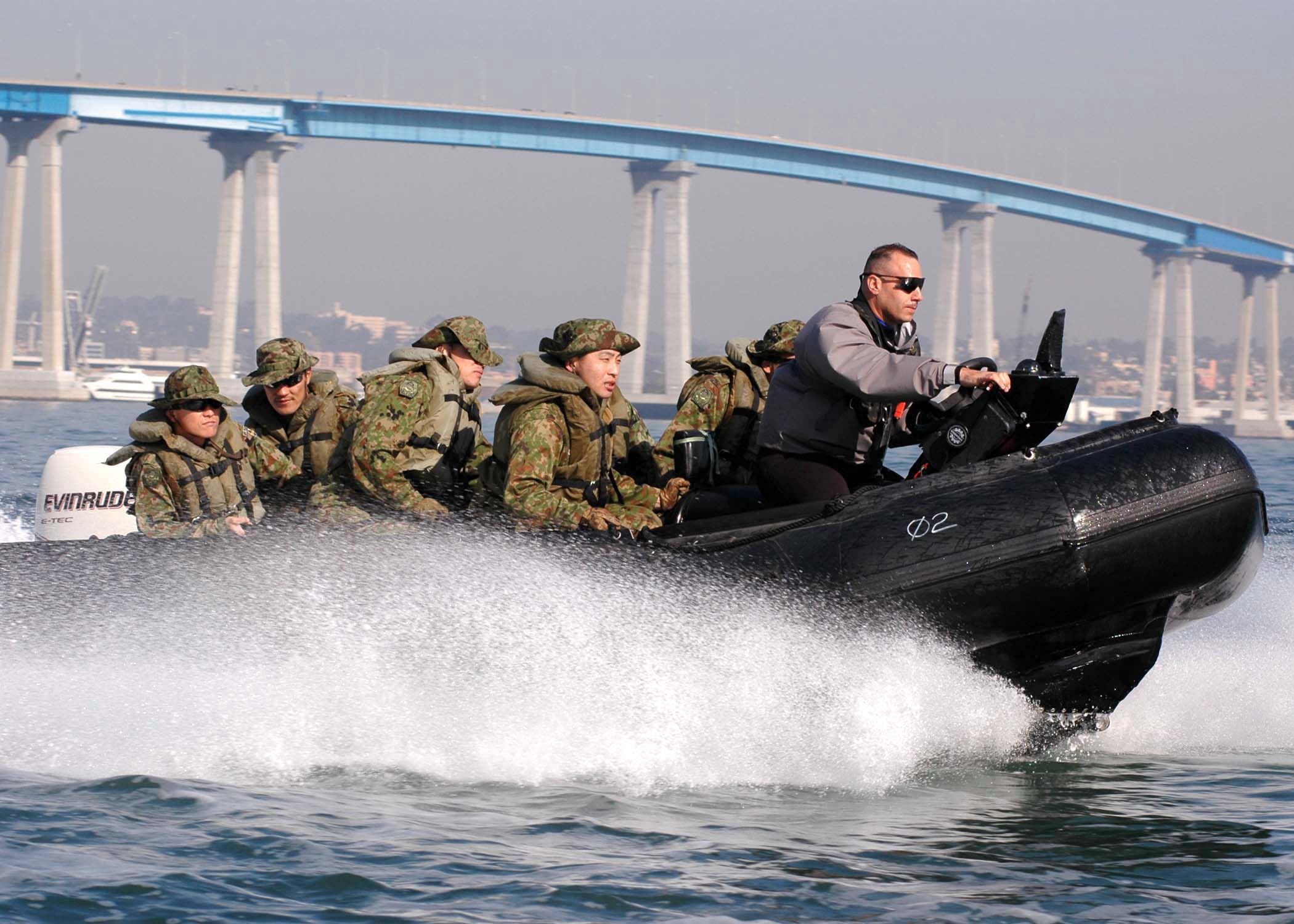
아이언 피스트 연습에서 전투강습팽창형주정에 탄 WAiR 대원들
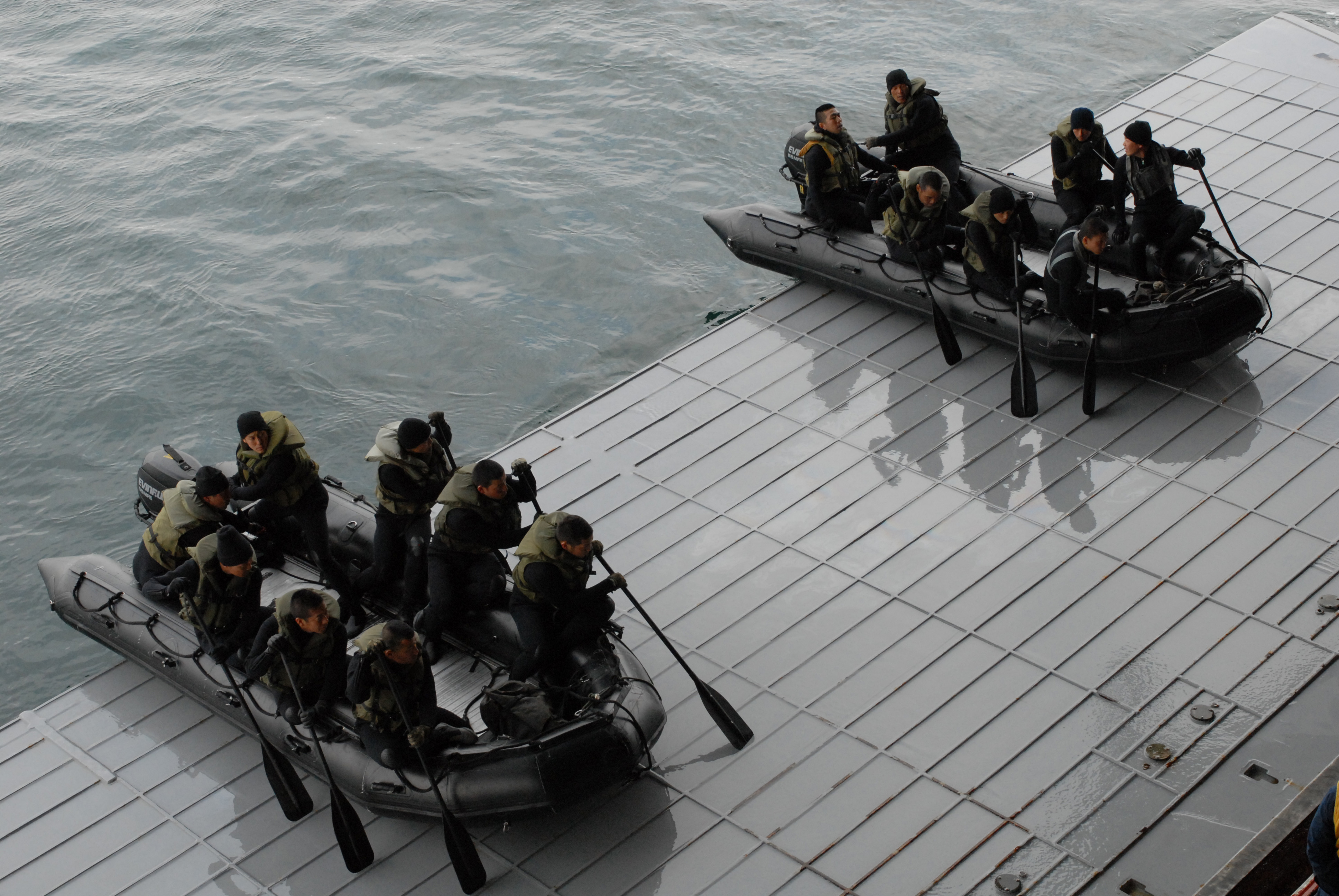
WAiR 대원들이 팽창형고무정으로 USS 마킨 아일랜드 (LHD-8)의 요갑판에 오르는 모습
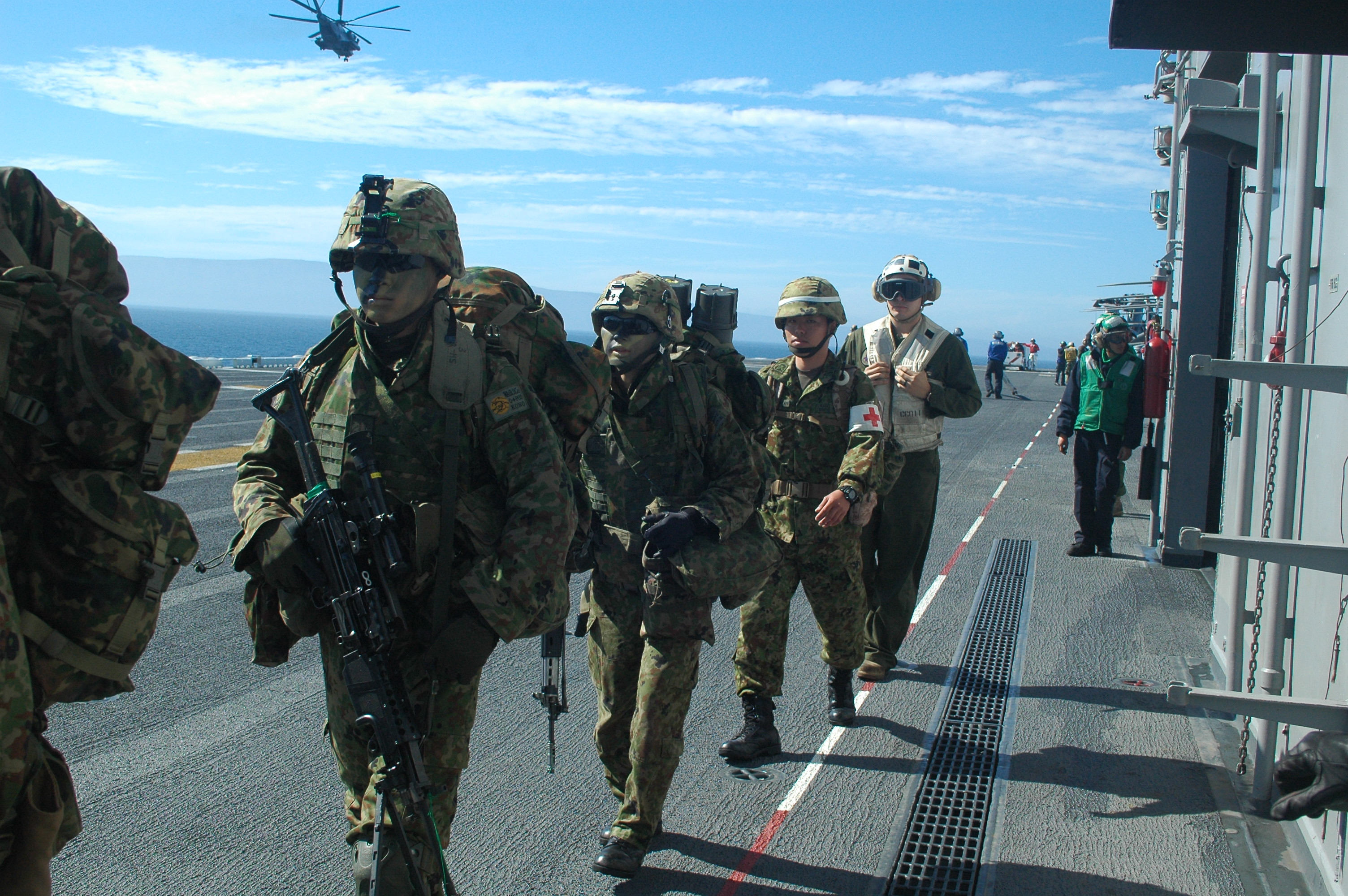
USS 펠렐리우 (LHA-5)로 켈리포니아주의 올라타 샌클레멘테섬에 훈련하러 가는 WAiR 대원들
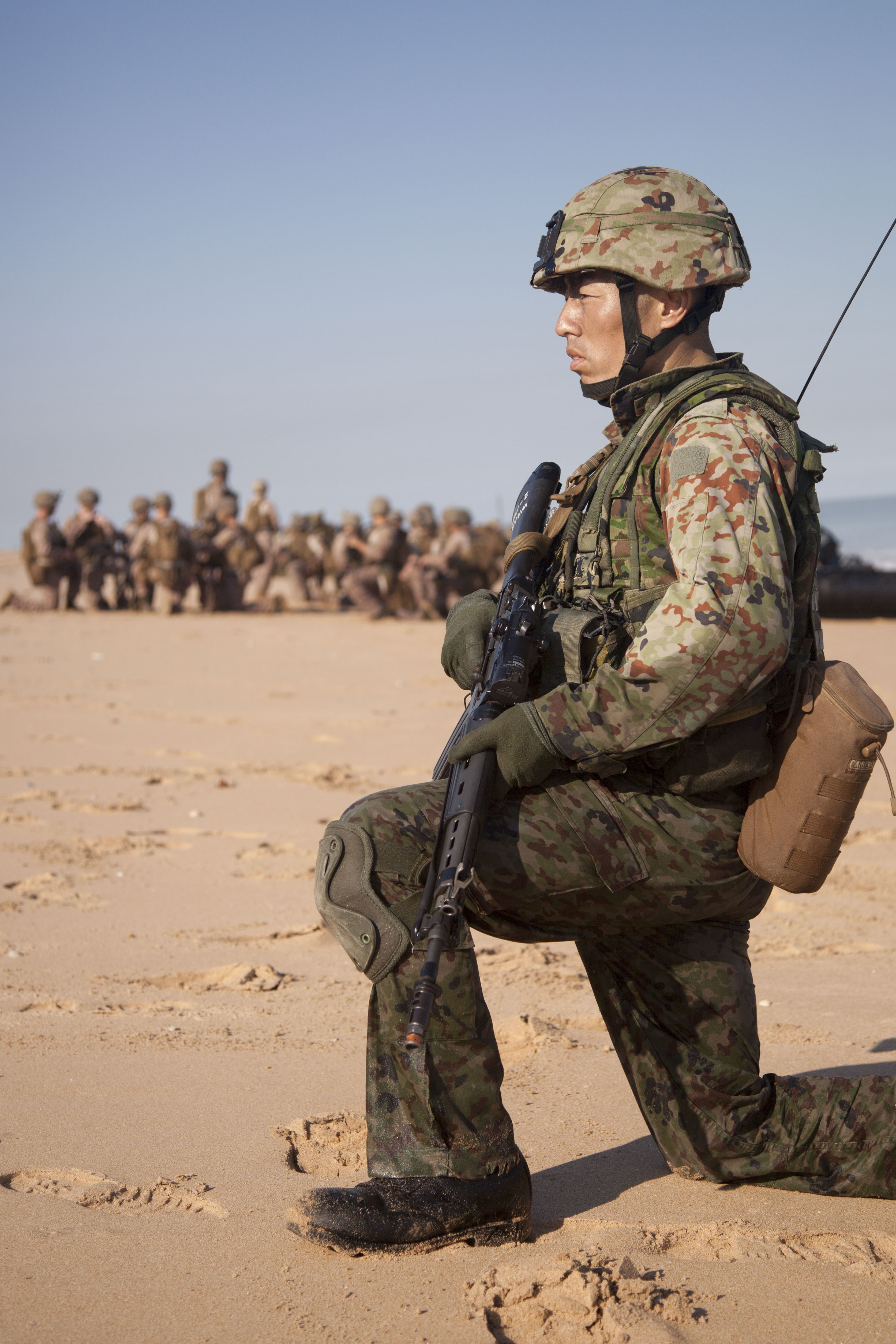
미국, 호주, 일본의 수륙양용전 합동훈련에 참가잔 WAiR 대원의 모습

## 부대
제1수륙기동연대, 현재
- 연대 본부 및 본부관리중대
- 제1보통과중대
- 제2보통과중대
- 제3보통과중대
- 중박격포중대
- 대전차중대

서부방면보통과연대, 2018년 3월 26일까지
- 연대 본부 및 본부관리중대 (약 60명)
- 제1중대 (약 200명)
- 제2중대 (약 200명)
- 제3중대 (약 200명)

## 기록

### 계보
- 2002년 3월 27일, 西部方面普通科連隊
→서부 방면 보통과연대
영어: JGSDF Western Army Infantry Regiment (Light): WAiR
- 2018년 3월 27일, 第1水陸機動連隊
→제1수륙기동연대
영어: 1st Amphibious Rapid Deployment Regiment

### 소속
1. 서부 방면대; 2002년 3월 27일 ~ 2018년 3월 26일
2. 수륙기동단; 2018년 3월 27일 ~ 현재

## 참고
1. ↑  이세원 (2014년 7월 2일). “日육상자위대 림팩 첫 참가…훈련장면 공개”. 연합뉴스. 2015년 2월 5일에 확인함.
2. ↑  リムパック演習(RIMPAC 2014) 陸上自衛隊・離島奪還訓練(西部方面普通科連隊) - 유튜브
3. ↑  조준형 (2014년 2월 3일). “"일본 '해병대역할' 수륙기동단 3천명 규모로 창설"”. 연합뉴스. 2014년 7월 26일에 확인함.